# Vorarlberger Turnerschaft
Die Vorarlberger Turnerschaft (VTS-LFT) ist die Landesorganisation des Österreichischen Fachverbandes für Turnen ÖFT in Vorarlberg. Im Jahr 2023 erfolgte die Umbenennung des Verbandes in Turnsport Vorarlberg. Dem Verband gehören 35 Turnvereine mit 10.600 Mitgliedern an. Zweck des VTS ist die Pflege des allgemeinen Turnens und die Förderung des Leistungssports, insbesondere des Kunstturnens und der Rhythmischen Gymnastik. Eine 2001 eingeführte Wettkampf-Sportart ist das Team-Turnen. Die größte und im Breitensport wichtigste Sparte der VTS ist Turn10. Die VTS gehört dem Sportdachverband ASVÖ an.

## Organisation

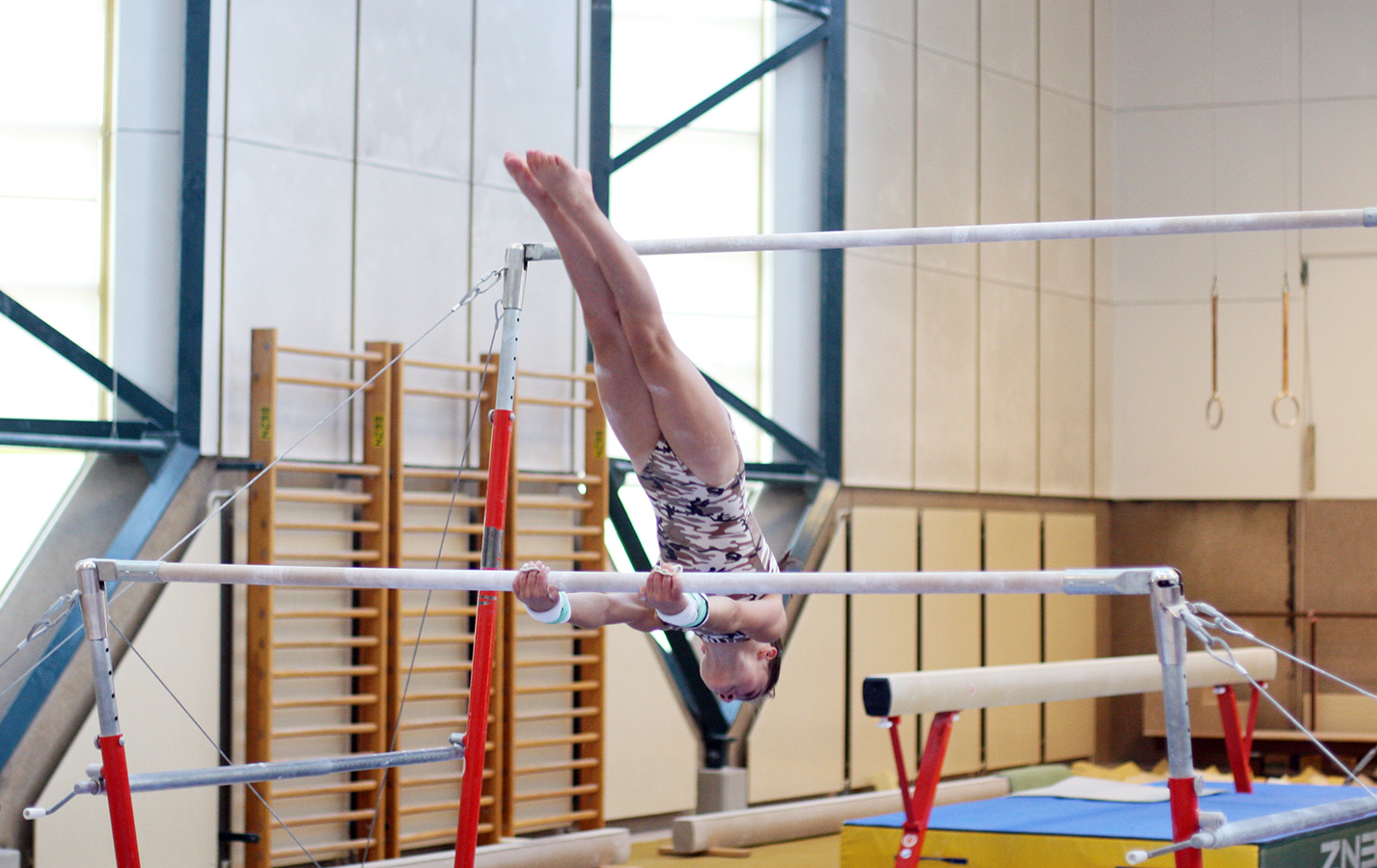
Olympiazentrum Dornbirn

Der Turnsport Vorarlberg ist eine nicht auf Gewinn ausgerichtete gemeinnützige Vereinigung, ihre Funktionäre sind ehrenamtlich tätig. Den Vorstand des Verbandes bildet das Verbandspräsidium. Der Sportbetrieb der jeweiligen Sparten wird von Fachwarten geleitet. Zentrale Aufgaben des Verbandes sind die Organisation von Trainerlehrgängen und Fortbildungen, die Veranstaltung von Meisterschaften sowie die Vertretung der Interessen seiner Vereine in den Landes- und Bundsorganisationen. Die VTS finanziert sich großteils aus Subventionen anderer Verbände und der Vorarlberger Landesregierung. Der Kaderbetrieb im Olympiazentrum Dornbirn wird von Landestrainern geleitet.

## Bedeutung

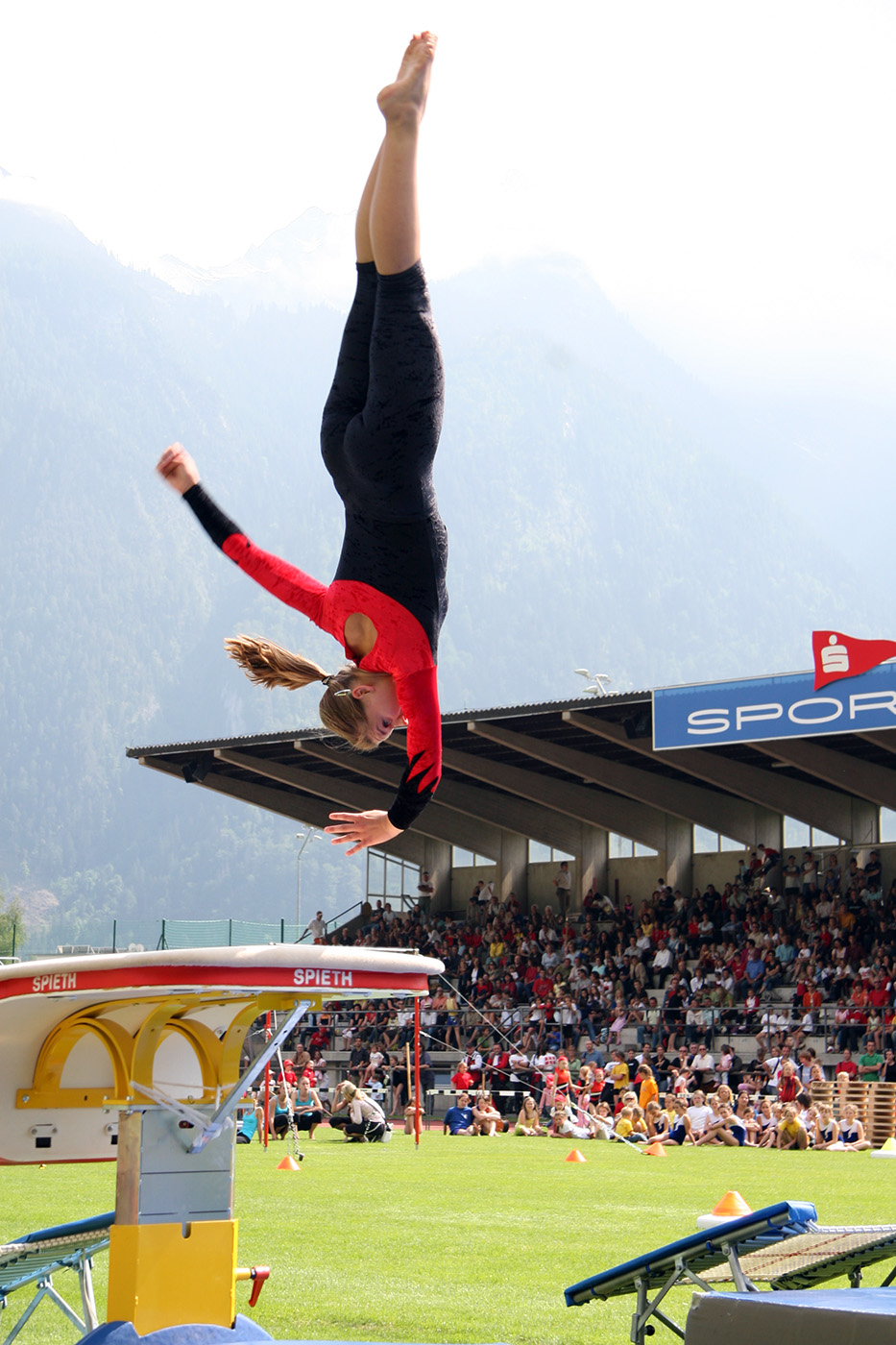
Landesjugendturnfest 2007 Bludenz

Das jährlich stattfindende Landesjugendturnfest mit rund 1.500 Aktiven ist Vorarlbergs größte Nachwuchssportveranstaltung – die meisten Aktiven des Jugendturnfestes (rund 800) gehören der Breitenturnsparte Turn10 an. Das Training der Landeskader findet im Olympiazentrum Dornbirn statt, das mit einer Gerätturnhalle, einer Bodenturnhalle sowie einer Halle für die Rhythmische Gymnastik ausgestattet ist. Der Vorarlberger Turnverband ist führend im österreichischen Turnsport, die Statistiken des ÖFT werden von VTS-Turnern und Turnerinnen angeführt. Die größte Turnveranstaltung Vorarlbergs waren die Weltgymnaestrada 2007 und die Weltgymnaestrada 2019.

## Geschichte des Turnens in Vorarlberg bis 1945

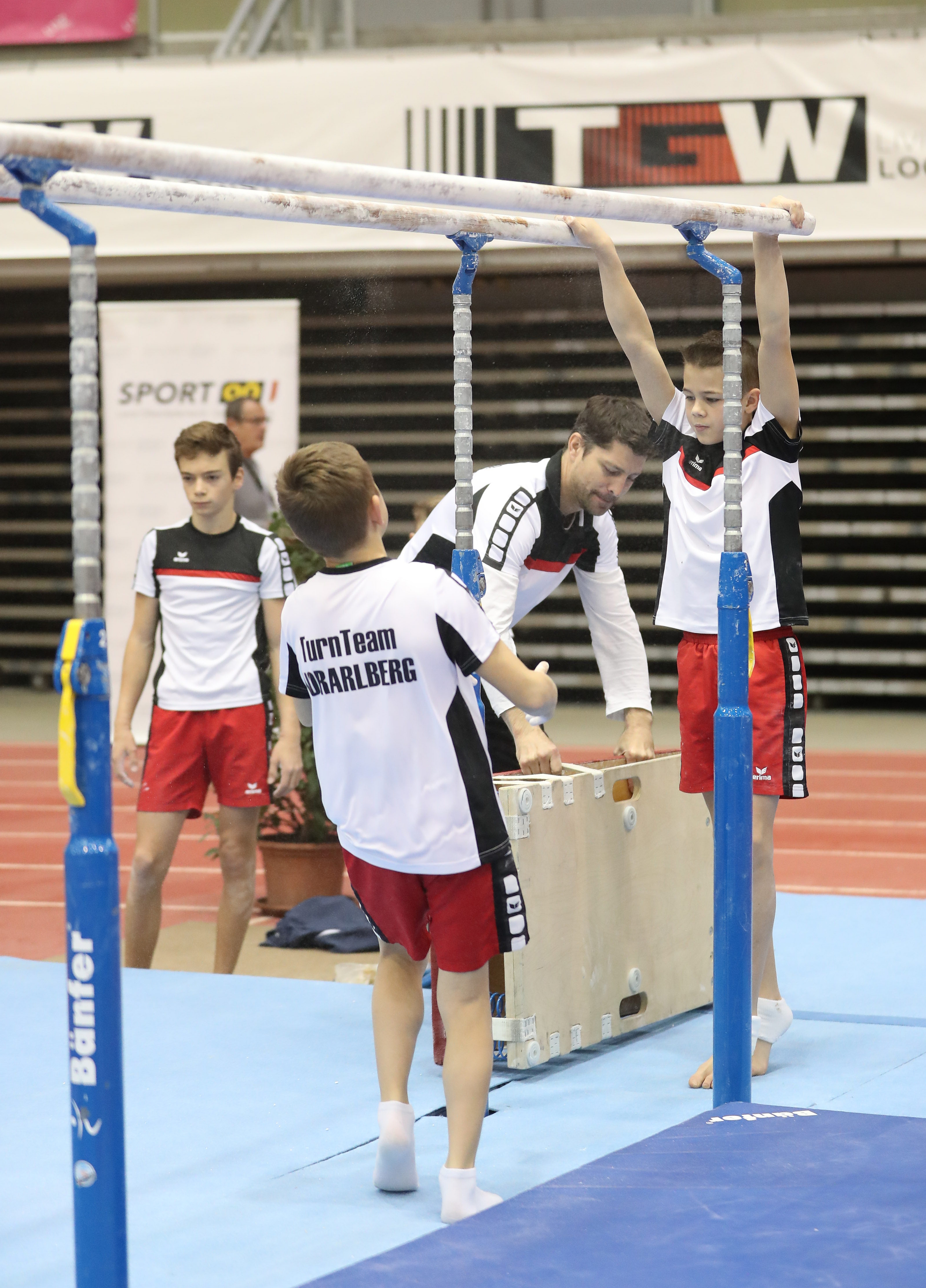
Turner der Vorarlberger Turnerschaft präparieren beim Austrian Future Cup 2018 den Barren

Im Jahr 1849 wurde Vorarlbergs erster Turnverein in Bregenz gegründet. Bis 1938 war die Turnbewegung in verschiedenen Dachverbänden organisiert: Bodensee-Turnerbund (gegründet 1875, aufgelöst 1890), Turngau (gegründet 1883, aufgelöst 1938) und Rheingau (gegründet 1906, aufgelöst 1938). Die ersten Turnvereine wurden in der zweiten Hälfte des 19. Jahrhunderts von liberal-fortschrittlichen Kreisen gegründet und gehörten dem Turngau an. Nach der Jahrhundertwende kam es durch die Gründung des katholisch orientierten Rheingaus (als Konkurrenz zum Turngau) zu einer Spaltung der Turnbewegung.
In der Zwischenkriegszeit war das gesamte Vereinswesen in Vorarlberg politisch vereinnahmt, so auch die Turnvereine. Die 23 ehemals liberalen Mitgliedsvereine des Turngaus wurden zunehmend deutschnational. Teile des Turngaus engagierten sich in den 1930er-Jahren "illegal" für die in Österreich von 1933 bis 1938 verbotene NSDAP. Die 24 Vereine des Rheingaus standen der christlichsozialen Partei und ab 1933 dem austrofaschistischen Regime nahe. Nach dem  Anschluss Österreichs an Hitlerdeutschland wurden beide Verbände verboten, es konnten nur noch in NS-Einheitsturnerschaften (Deutsche Turn- und Sportgemeinde) geturnt werden. Während der Kriegsjahre von 1939 bis 1945 kam jeglicher Sportbetrieb zum Erliegen.
Nach dem Zweiten Weltkrieg wurde die Vorarlberger Turnerschaft 1946 als einziger Vorarlberger Turnverband gegründet, die Turnbewegung war somit wieder vereint. Ein wesentliches Merkmal ist die unpolitische Ausrichtung des neuen Verbandes. Bei Kessler (1995, S. 14) findet sich folgendes Zitat: „Jegliche parteipolitische Betätigung mit dem Verbande und im Verbande wurde [bei der Gründungsversammlung] untersagt“. Somit ist die Vorarlberger Turnerschaft ein seit 1946 bestehender unpolitischer Verband und weist in ihrer über 70-jährigen Geschichte keine Nähe zu politischen Parteien oder weltanschaulichen Grundsätzen auf.

### Geschichte der Vorarlberger Turnerschaft
- Hans Sauter beteiligte sich an vier Olympischen Spielen: London 1948, Helsinki 1952, Melbourne 1956 und Rom 1960.
- 1960 beteiligten sich fünf Vorarlberger Turner an den Olympischen Spielen in Rom.
- 1965 beteiligte sich eine Gruppe der Vorarlberger Turnerschaft an der Gymnaestrada in Wien.
- Im Jahr 1970 wurde der erste Bauabschnitt des Olympiazentrums in Dornbirn (früher Landessportschule) eingeweiht. Die Vereine entsenden seitdem ihre besten Talente zum Kadertraining ins LSZ.
- 1974 wurde das Training in der neuen VTS-Sparte Rhythmische Gymnastik aufgenommen.
- Die VTS beteiligte sich 1975 mit einer Landes-Auswahl an der Gymnaestrada in Berlin.
- 1980 wurde im BORG Schoren auf Anregung des Landesturnwartes Otto Gratt ein erster Modellversuch eines Sportgymnasiums gestartet. Das Sportgymnasium ermöglicht den Turnern und Turnerinnen die Verbindung von Schule und Leistungssport.
- 1982 erhielten die Landeskader mit der Fertigstellung des zweiten Bauabschnittes des Olympiazentrums eine mit stehenden Geräten eingerichtete Kunstturnhalle mit Schaumstoffgruben.
- Die Vorarlberger Kunstturn-Tage (in Bregenz von 1969 bis 1994) wurden in den 1980er und 1990er Jahren als „Medico-Cup“ mit internationalen Top-Athleten durchgeführt. Das Finale wurde im Festspielhaus Bregenz ausgetragen.
- Reinhard Blum erreichte das internationale IOC-Limit für Olympia 1988 in Seoul und 1992 in Barcelona, wurde aber nicht entsandt, da das nationale Komitee ÖOC das Limit höher ansetzte.
- Die Kunstturn-Tage wurden von 1996 bis 1999 wiederbelebt und in der Dornbirner Messehalle ausgetragen. 1999 beteiligen sich die Olympiasieger Alexei Jurjewitsch Nemow und Swetlana Wassiljewna Chorkina. Auf Grund mangelnder Sponsoren wurde diese Veranstaltung eingestellt.
- 1999 wurde das Olympiazentrum in Dornbirn in der dritten Erweiterungsphase durch eine Bodenturnhalle erweitert. Bei der Gymnaestrada in Göteborg war mit der TS Wolfurt erstmals ein Verein der VTS am Start.
- 2001 wurde die Sportart Team-Turnen in der VTS neu eingeführt.
- 2002 beteiligte sich erstmals ein Vorarlberger Team an der EM im Team-Turnen: eine Herren-Auswahl des Sportgymnasiums Dornbirn belegte in Chalons en Champagne Rang 12.
- 2001: Kunstturner Thomas Zimmermann zeigte einen von ihm kreierten Sprung „Zimmermann-Sprung“ als Weltneuheit: Überschlag plus Doppelsalto mit Schraube.
- 2003 holte Kunstturner Marco Baldauf die erste Turn-Weltcupmedaille für Österreich. Weitere folgten.[5]
- 2004 fanden die Europameisterschaften im Team-Turnen in Dornbirn statt. Vorarlberg ist mit einem Team der TS Mäder und einer VTS-Auswahl (am Start als Sportgymnasium Dornbirn) vertreten.[6]
- 2007 fand die Gymnaestrada in Vorarlberg mit 22.000 Aktiven aus 53 Nationen statt.
- 2008 qualifizierte sich die Rhythmische Sportgymnastin Caroline Weber für die Olympischen Spiele in Peking.
- 2009 vergab der internationale Turnverband die erste „Gym for Life Challenge“ an die VTS.
- 2012 qualifizierte sich Marco Baldauf bei den Turn-Europameisterschaften 2012 in Montpellier als erster Turner in der Geschichte des ÖFT für ein Geräte-Finale und erreichte Rang 6.
- 2012 erbrachten mit Caroline Weber und Barbara Gasser zwei Turnerinnen der VTS die Qualifikation für die Olympischen Sommerspiele in London.
- 2013 beendete Caroline Weber nach der in Wien ausgetragenen 29. Europameisterschaft der Rhythmischen Gymnastik ihre Karriere. Die Akrobatikgruppe Zurcaroh holte bei der Gym for Liefe Challenge in Kapstadt den FIG-Weltmeistertitel im Gruppenturnen.
- 2014 war die Vorarlberger Turnerschaft bei der EM im Team-Turnen in Reykjavík mit einem Damen-Team des TSZ Dornbirn und einem Herren-Team der TS Wolfurt vertreten.
- 2015 waren elf Vereine der Vorarlberger Turnerschaft bei der Gymnaestrada in Helsinki am Start.
- 2016 verletzte sich Olympiakandidatin Elisa Hämmerle beim "Olympic Test Event" in Rio de Janeiro und verpasste somit die Olympiaqualifikation. 2017 gelang ihr mit dem Staatsmeisterin am Stufenbarren bei der ÖM in Mattersburg ein Comeback.
- 2017 fand die Turn10-Bundesmeisterschaft in Bregenz statt. Die VTS belegt im Bundesländervergleich dieses Breitensport-Bewerbs Rang 2. Bei der EM im Kunstturnen in Cluj-Napoca war die VTS mit Marlies Männersdorfer, Dirk Kathan, Michael Fußenegger und Matthias Schwab mit vier Athleten vertreten.
- 2018 wurde in Wolfurt die 72. Staatsmeisterschaft im Kunstturnen ausgetragen. Die VTS holte zwei Mal Team-Gold sowie zehn Einzel-Titel. Bei der Europameisterschaft im Team-Turnen in Odivelas stellten VTS-Turnerinnen den Großteil der ÖFT-Nationalteams.
- 2019: die Weltgymnaestrada 2019 ist nach 2007 der zweite Groß-Event des Turnens in Vorarlberg. Die Vereine der VTS übernehmen den Großteil der ehrenamtlichen Organisation